# Museo nazionale di Stoccolma

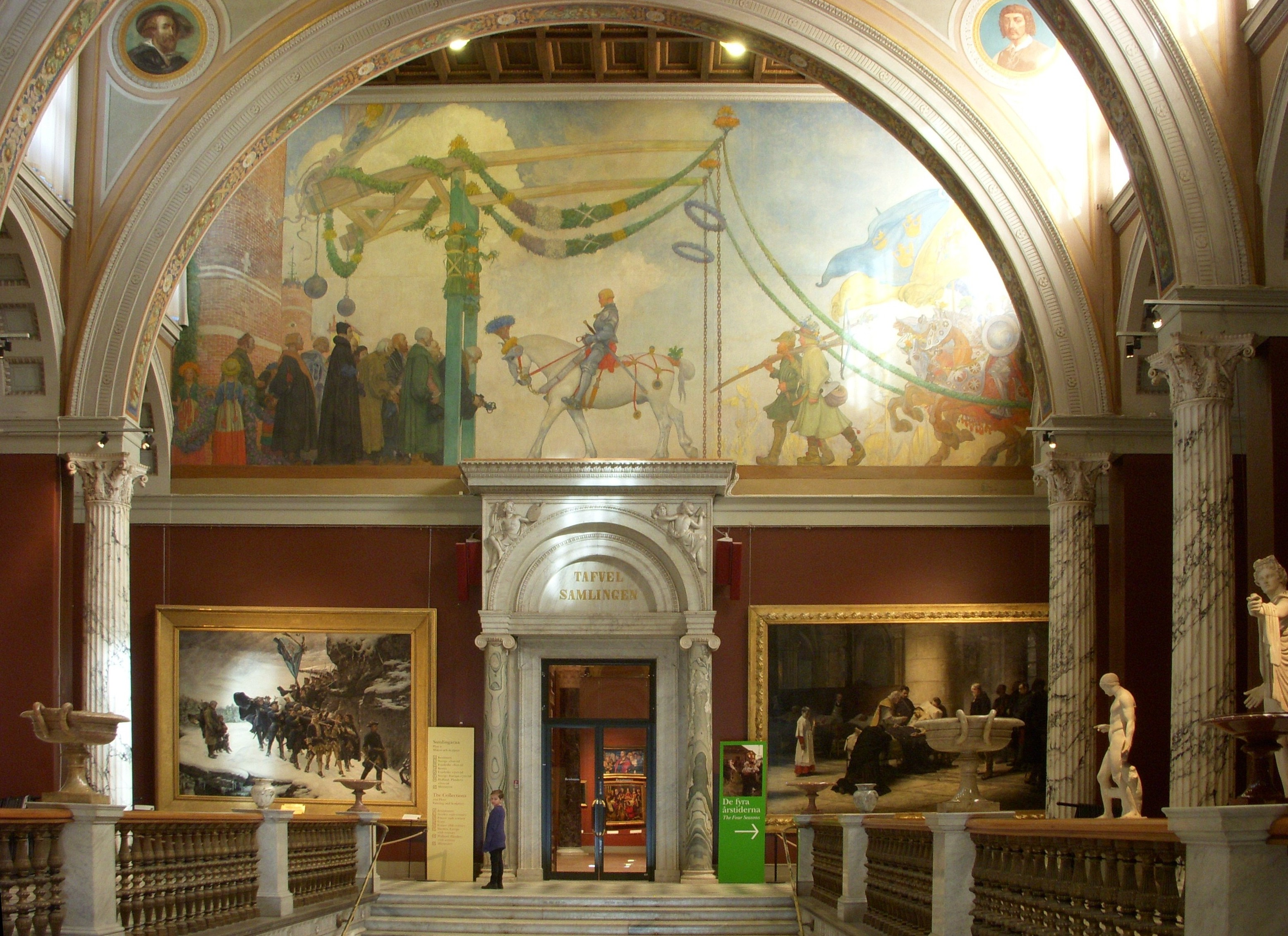
Il dipinto L'ingresso a Stoccolma di Gustavo I Vasa nel 1523 realizzato da Carl Larsson nel 1908, appeso alla parete del museo.

Il Nationalmuseum (o Museo nazionale di belle arti) è la principale galleria d'arte svedese e si trova sulla penisola di Blasieholmen in centro a Stoccolma.

## Storia
Il museo può esporre un'importante collezione di opere d'arte grazie ai suoi due principali benefattori, re Gustavo III di Svezia e Carl Gustaf Tessin. Venne fondato nel 1792 con il nome di Kungliga Museet (it. Museo Reale) all'interno del palazzo Reale di Stoccolma, ma l'edificio che lo ospita attualmente venne inaugurato nel 1866, quando l'istituzione prese il nome di Nationalmuseum.
Il museo ospita circa mezzo milione di disegni dall'epoca medievale a quella contemporanea, una collezione di oggetti di porcellana, dipinti, sculture e anche opere d'arte moderna. Possiede anche una biblioteca d'arte, aperta sia agli studiosi che al pubblico.
Le collezioni di antichità della famiglia reale sono invece ancora presenti a palazzo Reale in un'apposita galleria aperta al pubblico fin dal 1784. 
L'edificio, costruito tra il 1844 e il 1866 è ispirato all'architettura rinascimentale del Nord Italia. Il progetto fu opera dell'architetto tedesco Friedrich August Stüler, progettista anche del Neues Museum di Berlino. I suoi esterni relativamente compatti, fatta eccezione per l'ingresso principale, non suggeriscono al visitatore l'idea dei suoi ampi spazi interni, dominati dalla grande scalinata che conduce alle gallerie dei piani superiori. Il museo è stato ulteriormente ampliato nel 1961 per poter ospitare anche i laboratori, mentre il ristorante interno è stato creato nel 1996.

## Le opere maggiori
Pietro Perugino
- San Sebastiano, 1490 circa

Rembrandt Harmenszoon van Rijn
- Congiura di Giulio Civile, 1661-1662